# 中山庸子
中山 庸子（なかやま ようこ、1953年- ）は、日本のエッセイスト、イラストレーター。血液型はO型。

## 来歴・人物
群馬県出身。群馬県立前橋女子高等学校、女子美術大学を卒業後、セツ・モードセミナーに入る。高校の美術教師を経てイラストレーターとして独立。「好きな人と結婚したい」「青山に自宅兼仕事場を持ちたい」などの夢を「夢ノート」に書き込み実現していった経験をもとに「夢ノート」に関するエッセイを多数出版。仕事やプライベートに悩む女性を中心に支持を受けている。夫はイラストレーターで画家の松本孝志。2児の母である。以下の「著作」セクションに、当該人物の著作一覧を記している。

## 著作
- カントリーの風をあなたに　じゃこめてい出版 (1985/10/01)
- いつだって幸せコーディネート―夢見る主婦のアイデアブック貴方に　PHP研究所 (1991/03/01)
- ふたりのためのコーディネイト　東京書籍 (1992/07/01)
- 「夢ノート」のつくりかた―あなたの願いが、きっとかなう　大和出版 (1995/02/01)　
  - 「夢ノート」のつくりかた―あなたの願いが、きっとかなう　PHP研究所　PHP文庫 (1998/09/01)
  - 「夢ノート」のつくりかた　大和出版; 増補改訂版 (2009/04)
- 願いがかなう「夢ノート」のつかいかた―楽しくつくって幸せ気分　大和出版 (1995/09/01)　
  - 「夢ノ-ト」のつかいかた (王様文庫 D 7-1) 　三笠書房 (2000/03/01)
- 大丈夫、私は人生に愛されている　三五館 (1996/04/01)
- 「夢ノート」の贈りもの―なりたい自分になれるヒント　大和出版 (1996/07/01)
- 宇野千代の幸せを呼ぶ生き方―あなたの人生に素敵な奇跡がおこる17章　 三笠書房 (1996/10/01)
- 30代、私のしあわせづくりノート―自分らしい生き方が見つかる　海竜社 (1997/05/01)
- がんばらない勇気がもてる本　ベストセラーズ (1997/06/01)
- 心がだんだん晴れてくる本―むりしなくても、うまくいく　大和出版 (1997/10/01)
  - 心がだんだん晴れてくる本　新潮社　新潮文庫 (2002/4/25)
- 明日が待ち遠しくなる言葉―夢をかなえるスピリチュアル・バイブル　三笠書房 (1997/12/01)　
  - 明日が待ち遠しくなる言葉 (知的生きかた文庫 な 26-5 わたしの時間シリーズ) 文庫　三笠書房(2004/11/01)
- 夢を実現する3冊の手帖づくり 講談社 講談社SOPHIA BOOKS (1998/05/01)
- 毎日,新しい自分を発見する本 ベストセラーズ (1998/06/01)
- 「とりあえず」の魔法―幸せな気分になれる50の方法　  光文社　光文社文庫 (1998/07/01)
- 賢い女は「おしゃれ」にこだわる―なりたい自分になるおしゃれ24時間　三笠書房 (1998/10/01)
  - 賢い女は「おしゃれ」にこだわる―自分を“しあわせ気分”にする24時間　三笠書房　知的生きかた文庫―わたしの時間シリーズ (2003/08)
- 電子レンジに夢中―カンタン、早い、おいしい!!　著：村上 祥子、イラスト：中山 庸子　講談社 講談社SOPHIA BOOKS(1999/02/01)
- 朝一番、やる気がふくらむ言葉―自分がきらきら輝き出すスピリチュアル・バイブル　三笠書房 (1999/03/01)　
  - 朝一番、やる気がふくらむ言葉 (知的生きかた文庫 な 26-2 わたしの時間シリーズ) 文庫　  三笠書房(2003/01)
- あなたらしい時間のつくりかた (光文社文庫 な 18-2) 文庫　光文社(1999/04/01)
- 森の中にいるように、心が生きかえる本　大和出版 (1999/04/01)　
  - 森の中にいるように、心が生きかえる本 (新潮文庫 な 44-2) 文庫　新潮社(2003/10/01)
- しあわせ結婚宣言　双葉社 (1999/06/01)
- 今日からできるなりたい自分になる100の方法　幻冬舎 (1999/10/01)
  - 今日からできるなりたい自分になる100の方法　幻冬舎　幻冬舎文庫 (2003/01)
- 「好き」がかなう仕事選び　筑摩書房 (1999/10/01)
- 自分の運命を動かす言葉―素敵な一日がはじまるスピリチュアル・バイブル　三笠書房 (1999/12/01)
  - 自分の運命を動かす言葉―いいことが次々かなうスピリチュアル・バイブル　三笠書房 知的生きかた文庫―わたしの時間シリーズ (2005/06)
- 電子レンジで朝ごはん　著：村上 祥子、イラスト：中山 庸子　講談社 講談社SOPHIA BOOKS (2000/02/01)
- 夢実現のための情報整理術 (講談社+α新書 7-1C)講談社 (2000/03/01)
- わたしの「夢ノ-ト」 (王様文庫 D 7-2) 文庫　三笠書房 (2000/03/28)
- 「どうしよう!」にこたえる本―夢ノートなんでもQ&A　原書房 (2000/05/01)
- がんばらない勇気がもてる50の方法 (幻冬舎文庫 な 7-1) 文庫幻冬舎 (2000/06/01)
- ぜいたく生活のススメ (知恵の森文庫 b な 3-3) 文庫　光文社(2000/06/01)
- とことん工夫して「自分のための時間」をつくりだす本　 講談社　講談社SOPHIA BOOKS (2000/06/01)
- 幸せの扉を開く60の言葉―宇野千代学校で私が学んだとっておきの“人生の秘訣”　三笠書房　知的生きかた文庫 (2000/11)
- 幸せひろがる夢生活カレンダー―自分スタイルを見つける12か月 PHP研究所　PHP文庫 (2000/11)
- ココロとカラダを磨いて もっとなりたい自分になる100の方法　幻冬舎 (2000/12)　
  - もっとなりたい自分になる100の方法―ココロとカラダを磨いて　幻冬舎　幻冬舎文庫 (2003/01)
- 私のしあわせづくりノート―すてきなオトナになるための38のステップ　 講談社　講談社プラスアルファ文庫 (2001/01)
- 毎日新しい自分を発見する50の方法　幻冬舎　幻冬舎文庫 (2001/02)
- 捨てない!シンプル整理術　講談社　講談社プラスアルファ新書 (2001/03)
- おかあさんの夢づくりノート―なりたい自分に近づく37のヒント　PHP研究所 (2001/03)
- たくさんの幸せ、手に入れよう 「夢ノート」の贈りもの―なりたい自分に必ずなれるヒント　三笠書房　王様文庫(2001/04)
- 仕事を楽しめれば人生は楽しい!―自分らしく生きるための47の方法　原書房 (2001/5/1)
- いつだって幸せコーディネイト―家事整理からファッションまで快適生活のおしゃれなアイデア集　PHP研究所　 PHP文庫(2001/05)
- いい会話はいい女をつくる―あなたをもっと魅力的にする「会話力」64の秘密　三笠書房 (2001/06)
  - いい会話はいい女をつくる―365日が驚くほど変わる嬉しいステップ 三笠書房 知的生きかた文庫―わたしの時間シリーズ (2004/05)
- 中山式しあわせモノ図鑑　光文社　知恵の森文庫 (2001/06)
- やさしい気持ちになりたいときは　講談社　講談社プラスアルファ文庫 (2001/07)
- おしゃれで魅力的な女性になるちょっとした方法　海竜社 (2001/10)
- 自分をみがく月曜日から土曜日・自分を好きになる日曜日　幻冬舎 (2001/12)
- おなかの赤ちゃんとつくる「夢ノート」　サンマーク出版 (2001/12/1)
- 運命を味方にするセルフ・プロデュース術　筑摩書房 (2002/02)
- 中山庸子の「夢生活ノート」小さな工夫でゆったり暮らす―家事が楽しくなってくる66の方法　大和出版 (2002/03)
  - 小さな工夫でゆったり暮らす―家事が楽しくなってくる66の方法　新潮社　新潮文庫 (2005/03)
- ひとりのお休みヒントブック　メディアファクトリー (2002/03)
- 落ちこむ自分と仲良くする50の方法　 幻冬舎　幻冬舎文庫 (2002/04)
- あなたの夢の育てかた　PHP研究所 (2002/05)
- オトナの快楽勉強術　光文社　知恵の森文庫 (2002/06)
- あなたらしい恋愛・結婚を手にする50の方法　幻冬舎　幻冬舎文庫 (2002/08)
- 望まないのに避けられない「人づきあい」が楽になる本。　祥伝社 (2002/09)
- 自分をとり戻すための読書術―本と対話する生き方　講談社　講談社プラスアルファ新書 (2002/09)
- 家にいるのが楽しくなる本　新潮社 (2003/2/17)　のち　文庫　新潮社　新潮文庫 (2005/12)
- 小さな贅沢ですてきに暮らす―中山庸子の「夢生活ノート」 毎日いいことが生まれる66の方法　大和出版 (2003/03)
- 私のライフストーリー　主婦の友社 (2003/04)
- 「なりたい自分」になれる中山式「いいこと日記」をつけよう!　マガジンハウス (2003/6/19)　のち　文庫　マガジンハウス　マガジンハウス文庫 (2008/9/10)
- からだ夢ノート―10歳若くなる50の習慣　講談社 (2003/07)
- 友だちのつくりかた　ブロンズ新社 (2003/09)
- 平凡な毎日がみるみる輝きだす本―「小さな夢」が生まれる暮らしのヒント30　主婦と生活社 (2003/10)
- 書き込み式「いいこと日記」
  - 2004年版　マガジンハウス (2003/10/15)
  - 2005年版　マガジンハウス (2004/9/16)
  - 2006年版　マガジンハウス (2005/9/15)
  - 2007年版　マガジンハウス (2006/9/21)
  - 2008年版　マガジンハウス (2007/9/29)
  - 2009年版　マガジンハウス (2008/9/10)
  - 2010年版　マガジンハウス (2009/9/17)
  - 2011年版　マガジンハウス (2010/9/16)
  - 2012年版　マガジンハウス (2011/9/8)
  - 2013年版　マガジンハウス (2012/9/20)
  - 2014年版　マガジンハウス (2013/9/19)
  - 2015年版　マガジンハウス (2014/9/4)
  - 2016年版　マガジンハウス (2015/9/24)
  - 2017年版　マガジンハウス (2016/9/8) 　
  - 2018年版　マガジンハウス (2017/9/14)
  - 2019年版　原書房 (2018/9/26)
- 新しい自分に出会える「散歩」ノート　ホーム社 (2003/11)
- 自分でも気づいていない、あなただけの魅力を見つける54のヒント　ヴィレッジブックス (2004/1/1)
- いい女は、「ひとり」の時間につくられる―自分を磨き、もっと自分を好きになるための50のステップ原書房 (2004/03)
- 仕事を楽しむ自分になる50の方法 幻冬舎 幻冬舎文庫 (2004/04)
- ムラカミマジックでうちごはん優等生!  共著：村上 祥子、マガジンハウス (2004/5/26)
- 悩んでないで、やってみる　筑摩書房 (2004/7/25)
- 夢をかなえる魔法の言葉―いいことを呼び込む人になる!　大和出版 (2004/11)
- なりたい自分になる1週間のすごし方　幻冬舎　幻冬舎文庫 (2005/02)
- 女を磨く!45のレッスン ソニーマガジンズ (2005/02)
- 中山庸子の大人の女はひとり上手―ひとりを愉しむ生き方のヒント　主婦の友社 (2005/4/1)
- 手のひらに乗る贅沢が好き―自分らしい幸福を見つけるための39のヒント 原書房 (2005/6/1)
- 「小柄な女」は、運がいい!  大和出版 (2005/09)
- 「いいこと」がどんどん起こる72のヒント―暮らし上手になる小さな習慣 PHP研究所 (2006/01)
- 中山庸子の30歳からの生きかた手帳 海竜社 (2006/02)
- 中山庸子の手紙のコツ 海竜社 (2006/03)
- 毎日がすっきりする本 新潮社  新潮文庫(2006/04)
- 「おかあさん」を楽しむ37の方法―夢も子どもも自分らしく育てる PHP研究所 PHP文庫 (2006/5/1)
- 中山庸子のあなたを今すぐ幸せにする本―幸運の女神と仲よくなる「イタリアのポジティーバ生活」365日 三笠書房 (2006/07)
- あなたの魅力を引き出す本 ヴィレッジブックス (2006/9/1)
- ハッピー・リセット・ブック―心とカラダが元気になる36のスイッチ PHP研究所 (2006/11)
- 「からだにいいこと」習慣50 PHP研究所 PHP文庫 (2006/11/2)
- イケメン美術館 原書房 (2007/1/1)
- 自分の「いいところ」が100個見つかる本 大和出版 (2007/04)
- こころの霧が晴れる言葉 マガジンハウス (2007/5/17)
- 早起きで人生が変わる!―より輝いた自分になる50の方法 ヴィレッジブックス (2007/6/1)
- 40歳からの「夢ノート」―楽しくつくって、願いをかなえる まだまだこれから!新しい人生をひらくヒント  大和出版 (2008/03)
- [知っておきたいシリーズ] 気持ちが伝わる美しい文章の書き方 (これだけは知っておきたい 暮らしの便利帖) エイ出版社 (2008/3/10)
- 朝ノートの魔法～なりたい自分になる成功習慣37のヒント　原書房 (2008/3/27)
- 「意見派」男と「気持ち派」女―ベストパートナーへの扉―ふたりで素敵な関係を育てる40のコツ スリーエーネットワーク (2008/9/17)
- 「ひとり時間」のススメ　中経出版　中経の文庫 (2008/9/26)
- 中山庸子のもっと笑って「生き方上手」　主婦の友社 (2008/11/28)
- 「いいこと」レシピ　PHP研究所　PHP文庫 (2009/1/6)
- 夢をかなえる365日の言葉　アスペクト (2009/3/25)　のち　文庫　アスペクト文庫(2014/11/30)
- 「ひとり贅沢」のススメ　中経出版　中経の文庫 (2009/4/26)
- 朝一番、やる気がふくらむ100の言葉　三笠書房　知的生きかた文庫 わたしの時間シリーズ (2009/6/19)
- 成功習慣―ツヨカワな女性になって幸運をつかむ39の方法　原書房 (2009/7/25)
- 図解版 「夢ノート」の魔法で、何でもうまくいく!　大和出版 (2009/09/01)
- 書きこみ式「夢ノート」　三笠書房　王様文庫 (2009/10/28)
- 「じぶん時間」のつくりかた　中経出版　中経の文庫 (2010/2/26)
- 願いがかなう!「夢ノート」のすすめ (YA心の友だちシリーズ) PHP研究所 (2010/4/14)
- 強くてカワイイで勝つ！ ツヨカワの法則　中経出版　中経の文庫 (2010/9/26)
- 自分を好きになる「ひとり時間」のすごしかた ～人生の主役になれる37のレッスン　原書房 (2011/3/10)
- 心のコリをほぐす５０の方法　中経出版　中経の文庫 (2011/8/27)
- シンプル愛され術　中経出版　中経の文庫 (2012/7/27)
- おとなの道草 これから!女の自由時間　さくら舎 (2012/10/2)
- 50代のいまこそ、しておきたいこと　三笠書房　知的生きかた文庫―わたしの時間シリーズ　(2013/1/1)
- 50歳からのおしゃれのコツ　海竜社 (2013/3/1)
- 自分軸のつくりかた: 生きるのがラクになる50の方法　原書房 (2013/8/12)
- 幸せはあなたの隣に! 中山庸子の「いいこと」ネタ帳　マガジンハウス (2013/9/19)
- ひとり時間がもっと楽しくなる 幸せノートのつくり方　KADOKAWA/中経出版 (2014/1/30)
- 50歳からのおしゃれ暮らし　海竜社 (2014/4/1)
- 50歳からのおしゃれ手紙　海竜社 (2014/11/12)
- 50歳からのおしゃれ旅スタイル　海竜社 (2015/4/9)
- 思わず笑顔になる101の魔法のことば　主婦の友社 (2015/5/27)
- 実録 家で親を看取る　海竜社 (2016/2/27)
- 50歳からのすてきなマナー　海竜社 (2016/5/1)
- ありがとうノートのつくり方 ―その時のために残すメモ帳　さくら舎 (2017/6/7)
- 50歳からのお楽しみ生活　海竜社 (2018/4/9)
- 書き込み式 わたしの取扱説明書ノート　原書房 (2018/4/27)
- もういちど夢をかなえるヒント: 平凡な毎日が輝き出す!　創元社 (2018/7/18)
- 60歳からのおしゃれのコツ　海竜社 (2019/5/13)